# Сліпучий камуфляж

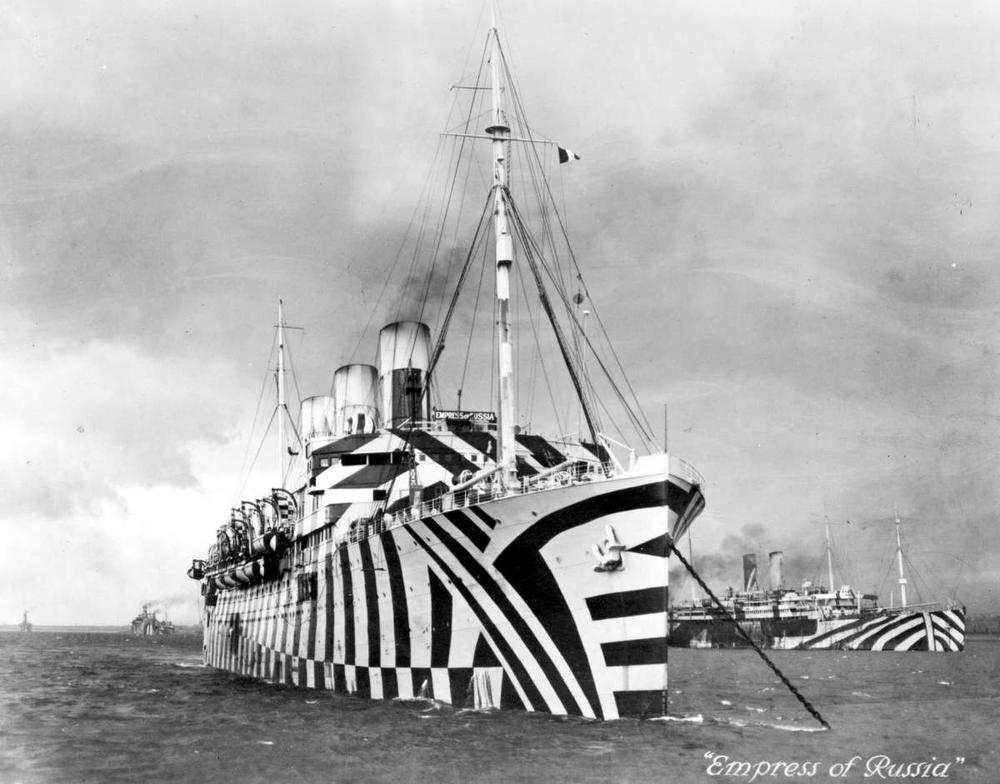
Канадський корабель RMS Empress of Russia (1918)

Сліпучий камуфляж (англ. dazzle camouflage), також відомий як сліпучий розпис (англ. dazzle painting), та razzle dazzle (у США) — вид військового корабельного камуфляжу, який широко використовувався під час Першої світової війни та меншою мірою під час Другої світової війни та в післявоєнний час. Авторство його розробки після розгляду суперечки було визнане за британським художником-маринистом Норманом Вілкінсоном, хоча на нього також претендував британський зоолог Джон Грем Керр, пропозиції якого були відхилені Британським адміралтейством. Камуфляж складався зі складних візерунків з геометричних фігур у різко контрастних кольорах, що перетинались між собою під несподіваними кутами.

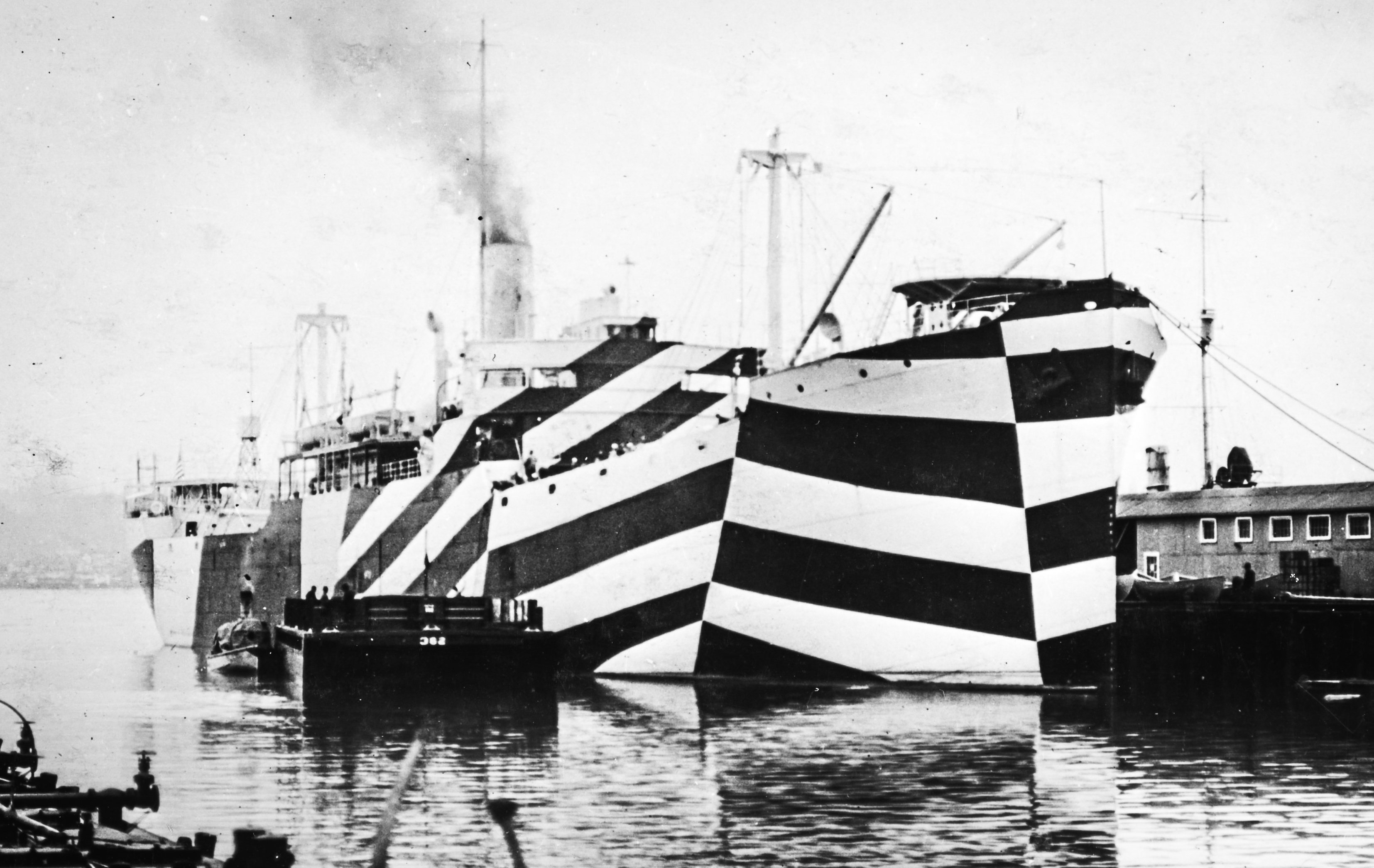
USS West Mahomet (~1918 р) в сліпучому камуфляжі, що заважає визначити напрямок носу судна, і, відповідно — курс корабля.

На відміну від інших форм камуфляжу, метою сліпучого камуфляжу є не приховати об'єкт від виявлення супротивником (оскільки у відкритому морі без жодних тіней це майже неможливо), а ускладнити оцінку його форми, відстані, на якій він знаходиться, його курсу та швидкості. У 1919 році Норман Вілкінсон пояснював, що головним завданням сліпучого камуфляжа було ввести противника в оману щодо справжнього курсу корабля і таким чином змусити його зайняти невдалу вогневу позицію.

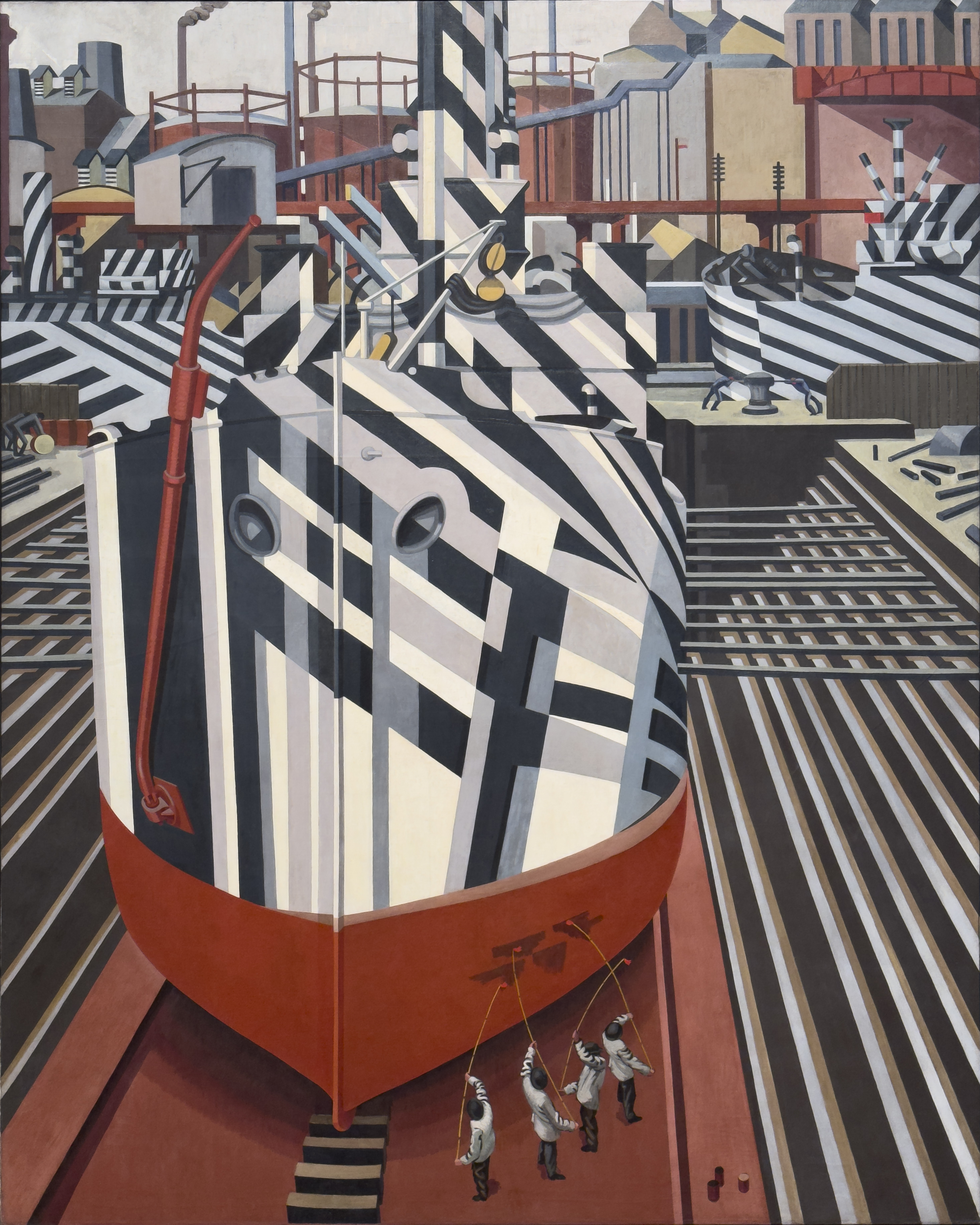
Кораблі в сліпучому камуфляжі в сухому доку Ліверпуля, Е.Водсворт (1919), Національна галерея Канади, Оттава

В 1917 році, під час Першої світової війни,  сліпучий камуфляж був прийнятий на озброєння Британським адміралтейством, а згодом і Військовим флотом США. Малюнок сліпучого камуфляжа кожного корабля був унікальним, щоб утруднити ворогу швидко визначити клас корабля. Результатом цього стало те, що було випробувано безліч схем сліпучого камуфляжу і докази їх ефективності були, в кращому випадку, неоднозначними. Під час пошуку кораблів та ведення морського бою залучено стільки різноманітних факторів, що дуже важко коректно визначити, які з них зіграли ключову роль і чи була та чи інша форма камуфляжа ефективнішою. Під час обох світових війн проводилися також експерименти на літаках, які не мали успіху.
Сліпучий камуфляж привернув увагу художників, багато з яких були залучені до розробки шаблонів камуфляжів, а Пікассо, наприклад, стверджував, що насправді принципи сліпучого камуфляжу винайшли кубісти. Британський художник-модерніст Едвард Водсворт, який під час Першої світової війни керував розробкою маскування для більш ніж 2000 кораблів, після війни намалював серію полотен із зображеннями кораблів з сліпучим камуфляжем на основі своїх робіт воєнного часу. Канадський художник Артур Лісмер також написав серію яскравих полотен із кораблями в «сліпучих» лівреях, які він спостерігав в порту Галіфакса в Канаді.

## Історія розробки і суперечка про авторство
На перший погляд, сліпучий камуфляж виглядає не дуже вдалою формою маскування, яка швидше привертає увагу до корабля, ніж приховує його. Але справа в тім, що ця форма камуфляжу була розроблена після того, як під час Першої світової війни флоти союзників не змогли розробити ефективні засоби маскування кораблів, що були б ефективними для будь-яких погодних умов, які швидко змінюються у відкритому морі,

### Джон Грем Керр

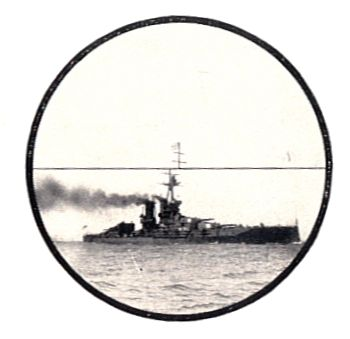
Зображення військового корабля в окулярі на морському далекомірі, половини зображення ще не налаштовані на дальність. Щогли цілі особливо корисні для далекоміра, тому Керр запропонував порушити їх білими смугами.

В 1914 році, після початку Першої світової війни британський зоолог Джон Грем Керр запропонував використовувати для британських військових кораблів деформаційний камуфляж, описавши основні принципи його дії у листі до Вінстона Черчилля. Він пояснював, що метою цього типу камуфляжа було не приховати корабель від виявлення, а ввести ворога в оману, порушуючи за допомогою камуфляжа контури корабля. Керр порівняв ефект деформаційного камуфляжа з ефектом, що створюється камуфляжними окрасками низки наземних тварин, таких як жираф, зебра та ягуар. На прикладі зебри Керр запропонував деформувати вертикальні контури надбудови та щогл кораблів неправильними білими смугами. Він вважав, що в такому випадку кораблі стануть менш помітними здалеку, що «суттєво ускладнять точне визначення відстані до них».
Однак у тому самому ж листі Керр водночас закликав до використання іншого виду камуфляжу — контрзатінення, при якому за допомогою фарби приховується природне, звичне для спостерігача самозатінення об'єкта. Зокрема, він запропонував пофарбувати корабельні гармати зверху в сірий колір, а знизу — білий, щоб гармати зникали на сірому тлі. Подібним чином Керр радив пофарбувати затінені (нижні) частини корабля в білий колір, а яскраво освітлені (верхні) частини — в сірий, з плавним переходом між кольорами, щоб форми та конструкції були менш помітними. Таким чином, Керр сподівався досягти як певної міри маскування, так і ступеня дезорієнтації ворога при використанні ним далекомірів.
Можливо через ці не дуже чіткі рекомендації та змішування в листах Керра цілей, що мають бути досягнуті завдяки використання камуфляжа, а можливо через загальний скептицизм Адміралтейства щодо «будь-якої теорії, заснованої на аналогії з тваринами», в липні 1915 року Адміралтейство повідомило, що провело «різноманітні випробування» і вирішило пофарбувати свої кораблі в однотонний сірий колір, а не приймати будь-які пропозицій Керра. Рішення було прийняло, і всі подальші листи Керра не призвели до жодних наслідків.

### Ебботт Гендерсон Теєр
Американський художник Ебботт Гендерсон Теєр розробив теорію камуфляжу, засновану на контрзатіненні і деформаційному забарвленні, яку він опублікував у суперечливій книзі 1909 року «Маскувальне забарвлення в царстві тварин». Побачивши можливість застосувати свою теорію на практиці, в лютому 1915 року Теєр написав Черчіллю, пропонуючи маскувати підводні човни, затінюючи їх, як рибу, наприклад скумбрію, і пропонуючи фарбувати кораблі в білий колір, щоб зробити їх непомітними. Його ідеї були розглянуті Адміралтейством, але як і пропозиції Керра були відхилені, як «химерні методи фарбування кораблів …, що становлять академічний інтерес, але не мають практичної користі».

Демонстрація того, як Норман Вілкінсон за допомогою сліпучого камуфляжа планував змусити противника зайняти невдалі вогневі позиції

Адміралтейство зазначило, що необхідний для ефективного маскування в морі камуфляж не може бути постійним і буде змінюватися в залежності від освітленості, мінливих кольорів моря та неба, часу доби та кута сонця. Теєр неодноразово докладав відчайдушних зусиль, щоб переконати владу, і в листопаді 1915 року поїхав до Англії, де презентував свою теорію по всій країні. Його тепло зустрів Керр у Глазго, і він був настільки захоплений цією демонстрацією підтримки, що не здійснивши зустрічі з військовим відомством, яке він мав намір залучити на свій бік, повернувся додому, продовжуючи писати неефективні листи британській та американській владі.
З 1 лютого 1917 Німеччина розпочала необмежену підводну війну на морі. Протягом лютого-квітня 1917 року німецькі підводні човни знищили більше 1000 торгових суден (приблизно по 10 суден на день), що змусило Адміралтейство терміново повернутись до питання застосування камуфляжу, який би заважав німецьким підводним човнам ефективно нападати на військові та торгові кораблі.

### Норман Вілкінсон

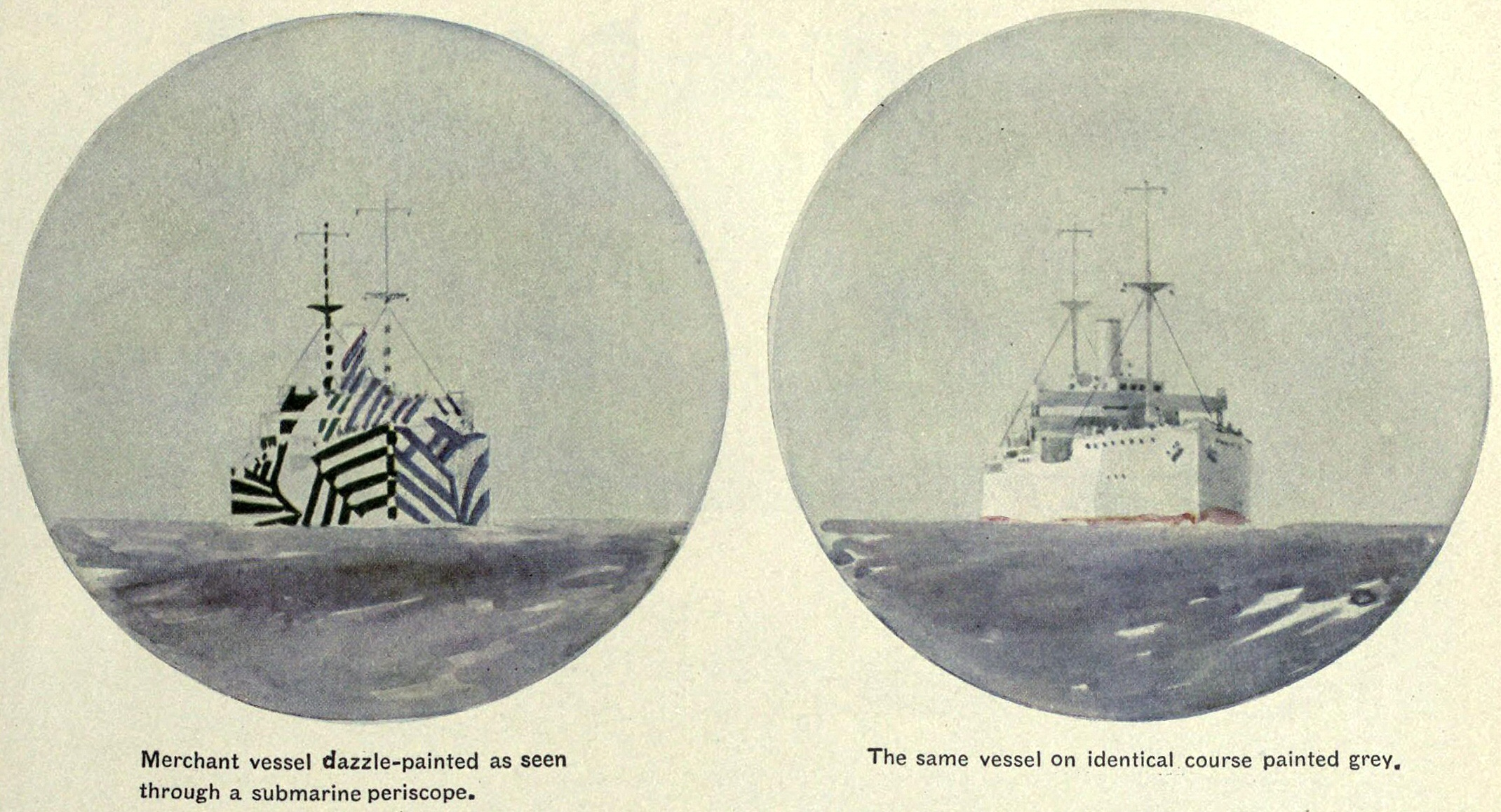
Пояснення роботи сліпучого камуфляжа: вид торгового судна в сліпучому камуфляжі (ліворуч) і такого ж судна без камуфляжу (праворуч) в перископ підводного човна, Encyclopædia Britannica, 1922. Визначити справжній напрямок курсу судна в сліпучому камуфляжі набагато складніше.

Художник-маринист і офіцер добровольчого резерву Королівського військово-морського флоту Норман Вілкінсон погоджувався з Керром, що метою корабельного камуфляжу було не приховування судна, а дезорієнтація супротивника, але не погоджувався з Керроом щодо конкретного типу дезорієнтації, яку мав викликати камуфляж. Вілкінсон вважав, що сліпучий камуфляж мав ускладнити ворогові оцінку типу, розміру, швидкості та курсу корабля, і тим самим змусити командирів ворожих кораблів зайняти помилкові або невдалі вогневі позиції. Запропонований ним сліпучий камуфляж заважав спостерігачеві визначити місцезнаходження корми та носа корабля і, відповідно, визначити, чи рухається судно до спостерігача чи від нього.
Щоб ввести противника в оману щодо курсу корабля Вілкінсон пропонував використовувати «форми з максимально контрастних кольорів». Таким чином, у той час як сліпучий камуфляж в деяких умовах освітлення або на близьких відстанях може фактично покращити видимість корабля, помітні візерунки руйнують обриси корпусу корабля (хоча, правда, не надбудову), маскуючи правильний курс корабля та ускладнюючи влучення в нього торпедами чи артилерією.

Сліпучий камуфляж Вілкінсона був створений у відповідь на надзвичайну потребу в захисті транспортних кораблів від нападу німецьких підводних човнів та прийнятий на озброєння Адміралтейством, яке перед тим вже відхилило підхід Керра, підтверджений науковою теорією щодо використання відомих в природі методів камуфляжу — деформаційного забарвлення та контрзатінення. Цей підхід було відкинуто на користь ненаукового (за загальним визнанням) підходу Вілкінсона, який натомість мав важливі зв'язки та міг заручитись впливовою підтримкою. Пояснення принципів Керра були ясними, логічними та базувалися на багаторічному науковому досвіді, тоді як аргументація Вілкінсона була простою та надхненною, заснованою на суб'єктивному сприйнятті художника. Можливо, це рішення було також прийнято тому, що чиновники Адміралтейства почували себе комфортно з Вілкінсоном, на відміну від їхніх складних стосунків з упертим і педантичним Керром.

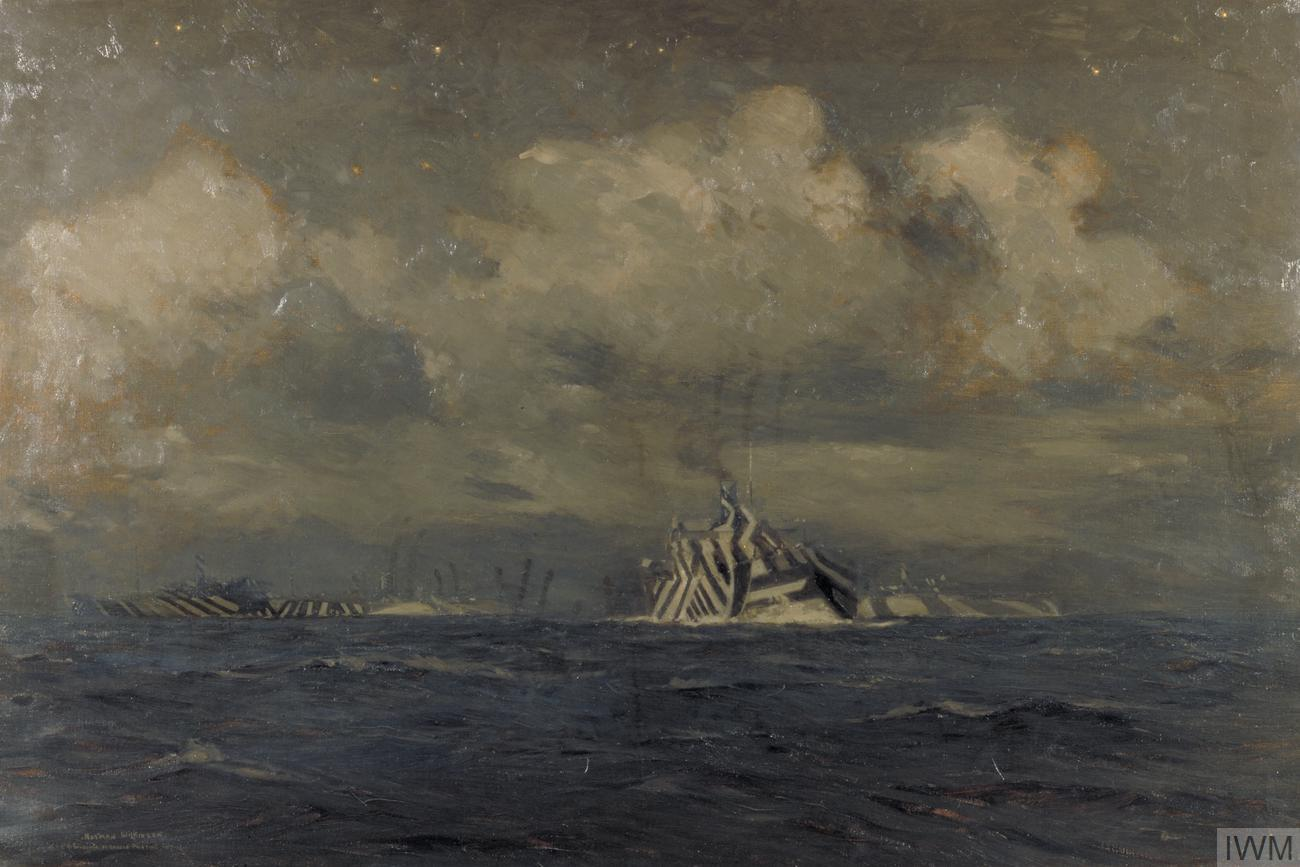
Освітлений місяцем конвой кораблів у сліпучому камуфляжі (картина Нормана Вілкінсона, 1918)

Після затвердженням Адміралтейством запропонованої ідеї, Вілкінсона призначили керівником підрозділу маскування, який наніс сліпучий камуфляж на велику кількість торгових суден. З серпня 1917 року в камуфляжні шаблони, що згодом отримали назву «сліпучий кмуфляж» було пофарбоване 4000 британських торгових суден, а також приблизно 400 військово-морських кораблів.
Після війни Адміралтейством було оголошено премію в 2000 фунтів стерлінгів за винахід сліпучого камуфляжа. Вілкінсон, так і Керр обидва подали свої заявки на авторство. Щоб визначити, хто має пріоритет у винаході, з 27 жовтня 1919 року декілька разів збирався спеціальний комітет Адміралтейства. Керра запитали, чи вважає він внесок Вілкінсона корисним для винайдення сліпучого камуфляжа. Керр ухилився від запитання, натякаючи, що ні, і сказав: «Я не стверджую, що винайшов принцип деформаційного забарвлення, цей принцип був, звичайно, винайдений природою». Він також погодився з тим, що ніде в своїх листах не говорив про те, що запропонований ним камуфляж мав «ускладнювати оцінку курсу закамуфльованого судна». Вілкінсон, в свою чергу, стверджував, що не знав про зоологічні теорії камуфляжу Керра і Теєра, визнаючи лише те, що чув про «стару ідею маскування» з римських часів.
У жовтні 1920 року Адміралтейство повідомило Керру, що він не вважається винахідником сліпучого камуфляжа. У 1922 році Вілкінсон отримав 2000 фунтів стерлінгів за свій винахід.

## Перша світова війна

### Британський королівський флот

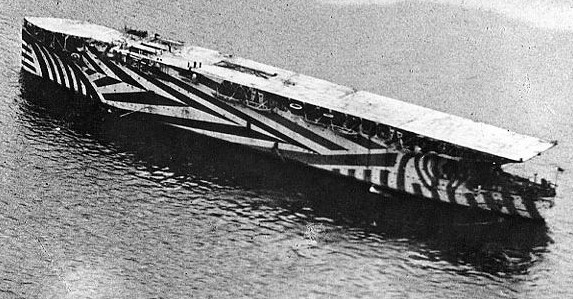
HMS Argus з сліпучим камуфляжем у 1918 році

У 1914 році Керр переконував першого лорда Адміралтейства Вінстона Черчилля прийняти форму військового камуфляжу, яку він назвав «нерівномірно-розфарбованим». Він пропонував використовувати як контрзатінення (вслід за американським художником Ебботом Теєром), так і деформаційне забарвлення, обидва з яких були поширені серед тварин. Загальний наказ британському флоту, виданий 10 листопада 1914 року, пропагував використання підходу Керра. Його різними способами застосовували до британських військових кораблів, таких як HMS Implacable, де офіцери схвально відзначили, що візерунок «збільшував складність точного визначення дальності». Однак після залишення Черчиллем Адміралтейства, Королівський флот повернувся до простих схем сірого фарбування, повідомивши Керра в липні 1915 року, що «були проведені різні випробування, і діапазон умов освітлення та навколишнього середовища вимагав значного корегування будь-якої теорії, заснованої на аналогії [кольорів і візерунків] тварин».

BB14 Nebraska (Норфолк, США 20.04.1918)

Наприкінці 1916 року британська армія заснувала свій камуфляжний відділ для розробки камуфляжів для операцій на суші. У 1917 році значні втрати вантажних та торгових суден під час необмеженої підводної війни Німеччини, змусили Адміралтейство повернутись до питання корабельного камуфляжу, зокрема для транспортних кораблів.

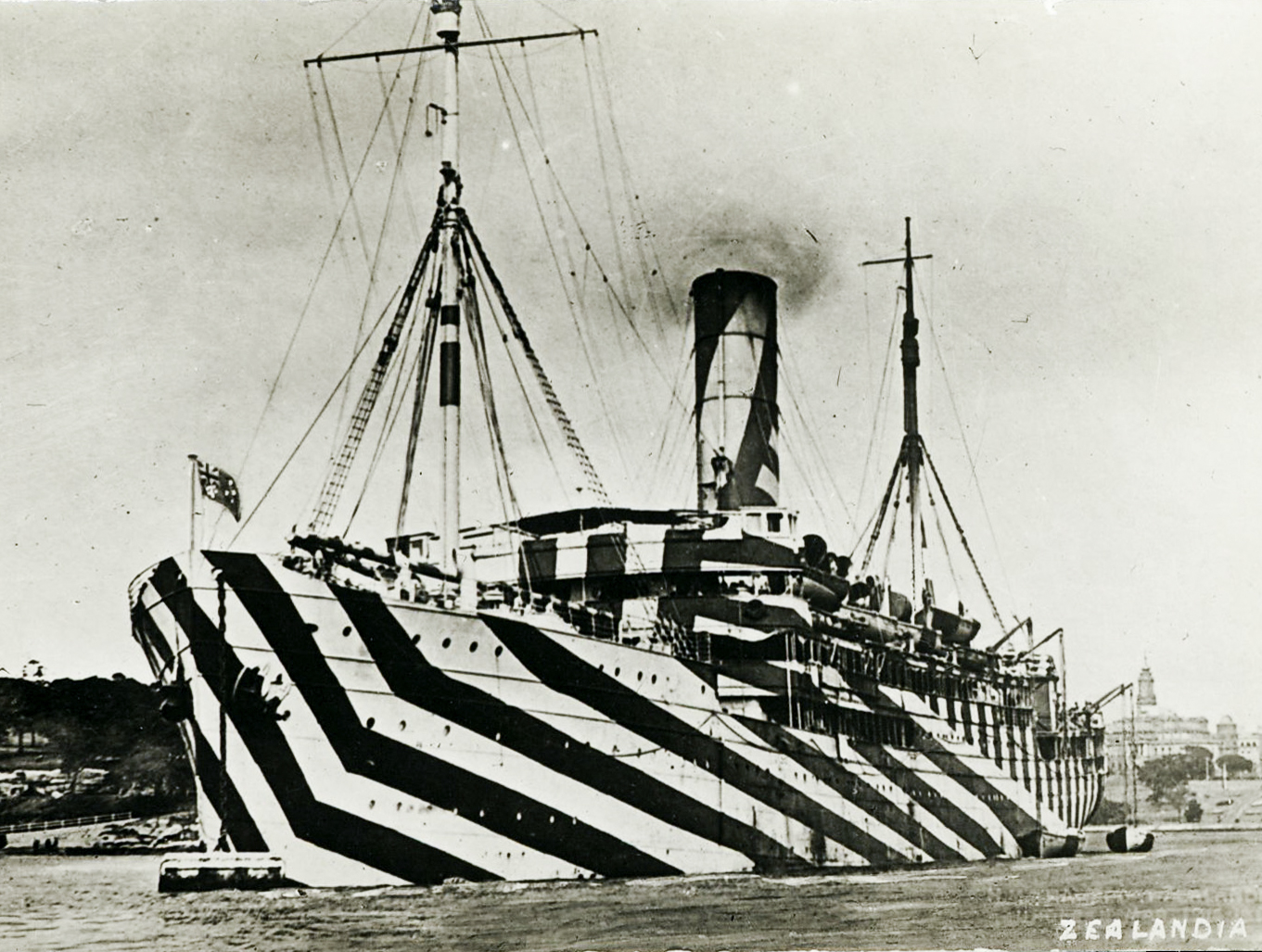
Австралійський корабель SS Zelandia в деформаційному камуфляжі (1914)

Британський художник-мариніст Норман Вілкінсон запропонував Адміралтейству камуфляж з контрастних смуг та ламаних ліній, «щоб спотворювати сильними кольоровими контрастами зовнішню форму» суден і вводити в оману ворога щодо швидкості та розмірів корабля. Вілкінсон, який тоді був капітаном патрульної служби Королівського флоту, застосував прототип запропонованого ним камуфляжа на торговому судні SS Industry. Сліпучий камуфляж Вілкінсона був прийнятий Адміралтейством навіть без проведення його візуальної оцінки для покращення продуктивності шляхом зміни дизайну та кольорів.
Після затвердженням Адміралтейством запропонованої ідеї, Вілкінсона призначили керівником підрозділу маскування, який наніс сліпучий камуфляж на велику кількість торгових суден. З серпня 1917 року в камуфляжні шаблони, що згодом отримали назву «сліпучий камуфляж» було пофарбоване 4000 британських торгових суден, а також приблизно 400 військово-морських кораблів.
Візерунки кожного британського корабля був унікальним. Спочатку шаблон випробуваними на маленьких дерев'яних моделях, які розглядалися через перископ у студії. Більшість моделей були намальовані жінками з Лондонської Королівської академії мистецтв. Після затвердження, проекти шаблонів наносились на справжні об'єкти. Проте художники були не самотні в цьому проекті. Інші представники творчих професій, зокрема скульптори та декоратори долучались до розробки камуфляжа.
Стратегія сліпучого камуфляжу кораблів була прийнята також деякими іншими флотами. Це призвело до додаткових наукових досліджень варіантів кольорів, які могли б підвищити ефективність камуфляжу.

### Королівський льотний корпус

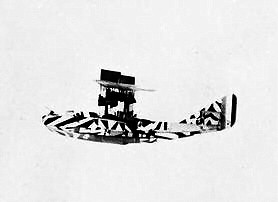
Felixstowe F.2, в сліпучому чорно-білому камуфляжі

Під час Першої світової війни на британських літаках, таких як Sopwith Camels Королівського льотного корпусу, проводилися експерименти з нанесенням камуфляжа, що ускладнював би ворожому стрільцю визначити кут і напрямок польоту літака. Подібним чином Королівський флот розмалював деякі зі своїх літаючих човнів Felixstowe сміливими деформаційними смугами, подібними до камуфляжу їхніх кораблів. Ефект залишався сумнівним, але було виявлено, що камуфляж зменшив кількість випадків «дружнього вогню» по власним літакам британськими зенітниками.

### Ефективність
Ефективність сліпучого камуфляжа ставилась під сумнів ще під час Першої світової війни, але, тим не менш, вона була прийнята як у Великобританії, так і в Північній Америці. У 1918 році Адміралтейство проаналізувало втрати судноплавства від нападів супротивника, але не змогло зробити чітких висновків. Кораблі з сліпучим камуфляжем були атаковані в 1,47 % плавань, у порівнянні з 1,12 % для кораблів без камуфляжу, що свідчить про їх підвищену видимість, але, як стверджував Вілкінсон, сліпучий камуфляж не намагався зробити кораблі важко помітними. В той же час після здійснення торпедних атак, затонуло 43 % кораблів з сліпучим камуфляжем, порівняно з 54 % кораблів без камуфляжу. Також лише 41 % кораблів з сліпучим камуфляжем були вражені в міделі, порівняно з 52 % кораблів без камуфляжу. Ці порівняння можуть, зокрема, говорити про те, що командирам підводних човнів було складніше визначити курс корабля зі сліпучим камуфляжем і здійснити ефективну торпедну атаку. Крім того, кораблі, пофарбовані в спіпучий камуфляж зазвичай були більшими, ніж незакамуфльовані кораблі, 38 % з них мали понад 5000 тонн порівняно з лише 13 % незакамуфльованих кораблів, що робило порівняння ненадійними.
Оглядаючи заднім числом, занадто багато факторів (вибір колірної схеми; розмір і швидкість кораблів; використана тактика) було задіяно, щоб можна було визначити, які фактори були значущими або які схеми працювали найкраще. Теєр дійсно провів експеримент із сліпучим камуфляжем, але він не зміг показати жодної надійної переваги над простим однотонним покриттям.
Американські дані проаналізував Гарольд Ван Баскірк у 1919 році. З 1 березня 1918 року до кінця війни 11 листопада того ж року в сліпучий камуфляж було нанесено на близько 1250 кораблів. Серед американських транспортних суден водотоннажністю 2500 тонн і більше, було потоплено 78 кораблів без камуфляжу і лише 18 кораблів з камуфляжем, при цьому з них 11 були потоплені торпедами, 4 в морських боях і 3 при зіткненні з мінами. Жоден військовий корабель ВМС США, всі з яких були закамуфльовані, не був потоплений у цей період.

## Друга Світова війна

### Кораблі

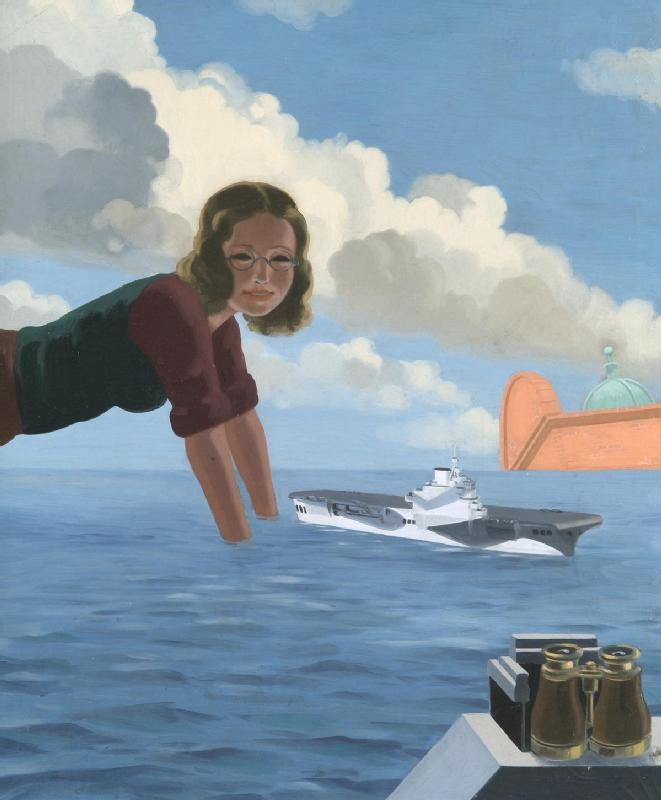
«Спостережний басейн» на даху Управління камуфляжу Королівського флоту в Лімінгтон-Спа. Джеймс Янг-Бейтмен (1943)

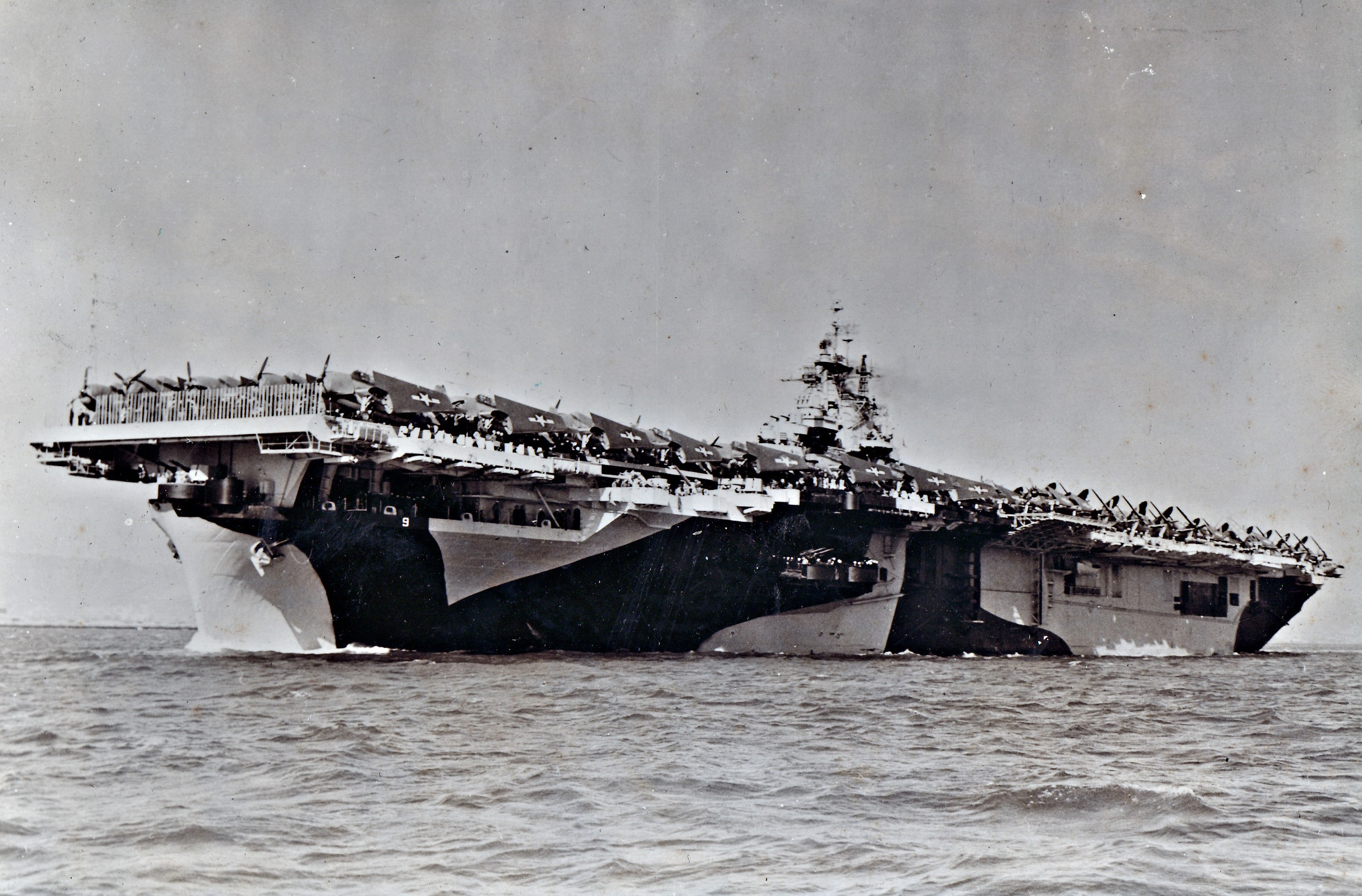
Авіаносець USS Essex (CV-9) на виході з Сан-Франциско 15 квітня 1944

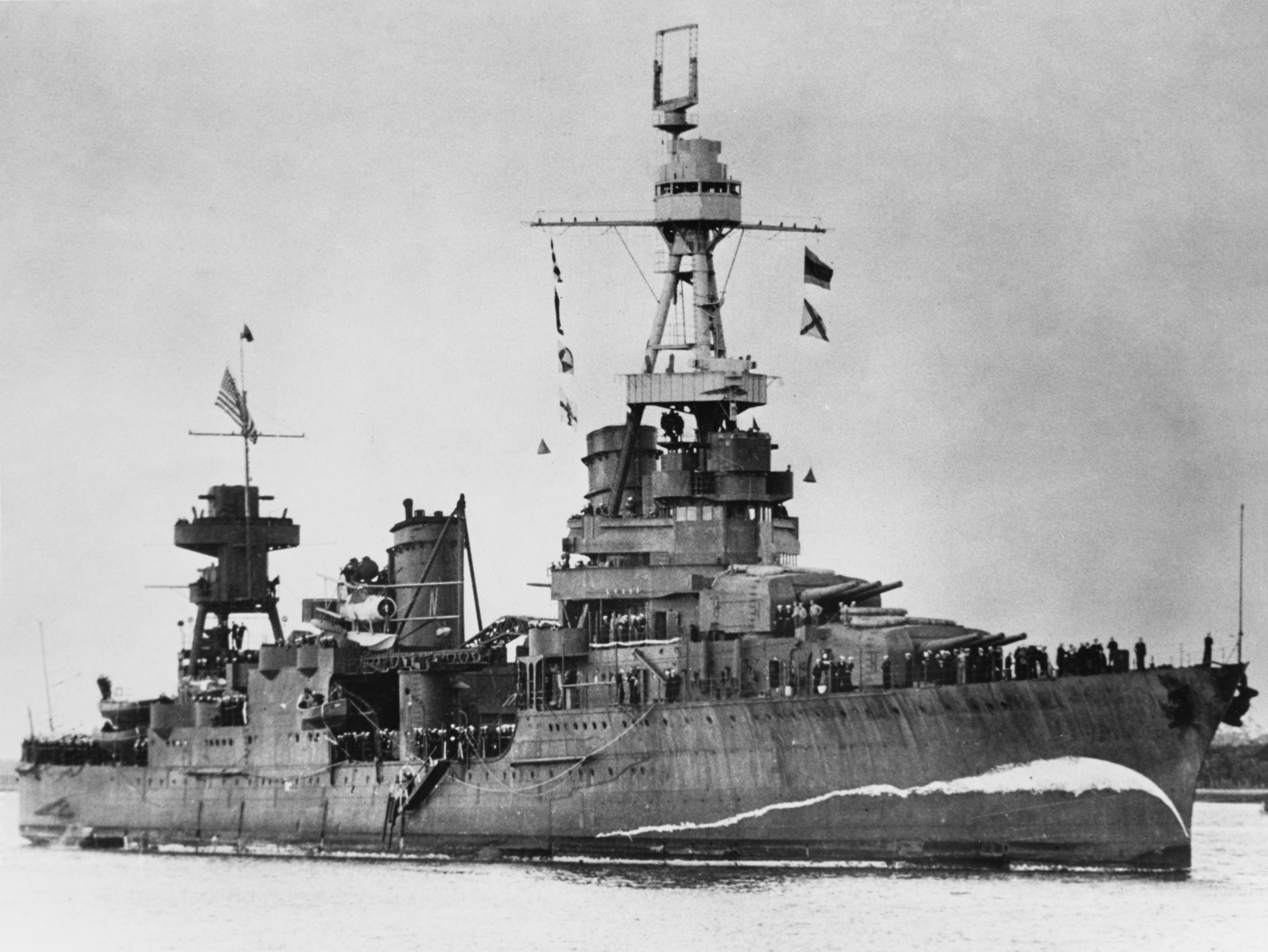
USS Northampton з носовою «ложною хвилею». (Брісбен, 1941)

Яким би ефективним не був сліпучий камуфляж під час Першої світової війни, згодом він став менш корисним, оскільки далекоміри та особливо літаки стали більш досконалими, і в той час, коли його знову почали використовувати під час Другої світової війни, радар ще більше знизили його ефективність. Однак камуфляж все ще міг дезорієнтувати підводні човни противника.
У Королівському флоті схеми сліпучого камуфляжа знову з'явилися в січні 1940 року. Вони були неофіційними, і часто проводилися змагання між кораблями на кращий камуфляж. Департамент камуфляжу Королівського військово-морського флоту запропонував шаблон камуфляжа, розроблений молодим морським офіцером Пітером Скоттом, художником дикої природи, яку назвали шаблон Командування Західних сполучень. У 1942 році почав використовуватися Проміжний деформаційний шаблон Адміралтейства (Admiralty Intermediate Disruptive Pattern), а в 1944 році — Стандартні схеми Адміралтейства (Admiralty Standard Schemes). Проекти сліпучих камуфляжей випробувались на мініатюрних моделях кораблів в Управлінні камуфляжу Королівського флоту в Лімінгтон-Спа, які розфарбовували моделі в різні камуфляжні шаблони, а потім аналізували ефективність камуфляжних шаблонів, споглядаючи моделіі в неглибокому басейніі на даху будівлі через оптичні прилади.
Військово-морські сили Сполучених Штатів під час Другої світової війни запровадили програму камуфляжного фарбування кораблів та застосували її до багатьох класів суден, від патрульних і допоміжних кораблів до лінійних кораблів і авіаносця «Essex». Камуфляжні шаблони (кожен з яких позначався відповідним номером) обирались не довільно, а були стандартизовані в процесі розробки, оцнювання і подальшого впровадження.
Не всі камуфляжі кораблів ВМС Сполучених Штатів включали моделі сліпучого камуфляжа. Деякі камуфляжі були значно простішими або навіть зовсім примітивними, як-от фальшива носова хвиля на традиційному Haze Gray або Deck Blue, що замінює сірий на частині чи всьому кораблі (останнє для протидії загрозі камікадзе). Заходи осліплення використовувалися до 1945 року; у лютому 1945 року Тихоокеанський флот Військово-морських сил США вирішив перефарбувати свої кораблі в беззасліплювальні заходи проти загрози камікадзе, тоді як Атлантичний флот продовжував використовувати засліплення, кораблі перефарбовувались у разі переведення в Тихий океан.
Крігсмарине нацистської Німеччини вперше використало камуфляж у Норвезькій кампанії 1940 року. Був дозволений широкий діапазон візерунків, але найчастіше використовувалися чорні та білі діагональні смуги. Більшість шаблонів були розроблені, щоб приховати кораблі в гавані або поблизу узбережжя; під час роботи в Атлантиці їх часто зафарбовували простим сірим кольором.

### Літаки
У 1940 році військово-морський флот США проводив експерименти з камуфляжем для літаків. Художник МакКлелланд Барклі розробив схеми «шаблонного камуфляжу» для літаків ВМС США, таких як Douglas TBD Devastator і Brewster F2A Buffalo, щоб ускладнити ворогові оцінку форми та положення літака. Літаки в камуфльованому вигляді брали участь у бойових діях, але ефект виявився незадовільним.

Felixstowe F.2A (часів Першої світової 1917-18 рр) з сліпучим камуфляжем в польоті
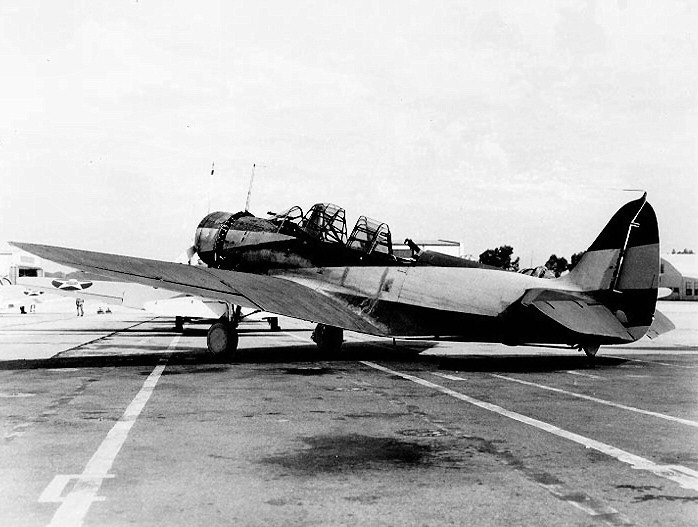
Douglas TBD Devastator ВМС США в експериментальному камуфляжі (1940)
Brewster F2A Buffalo ВМС США в експериментальному камуфляжі (1940)

## Можливі механізми дії

### Порушення далекоміра

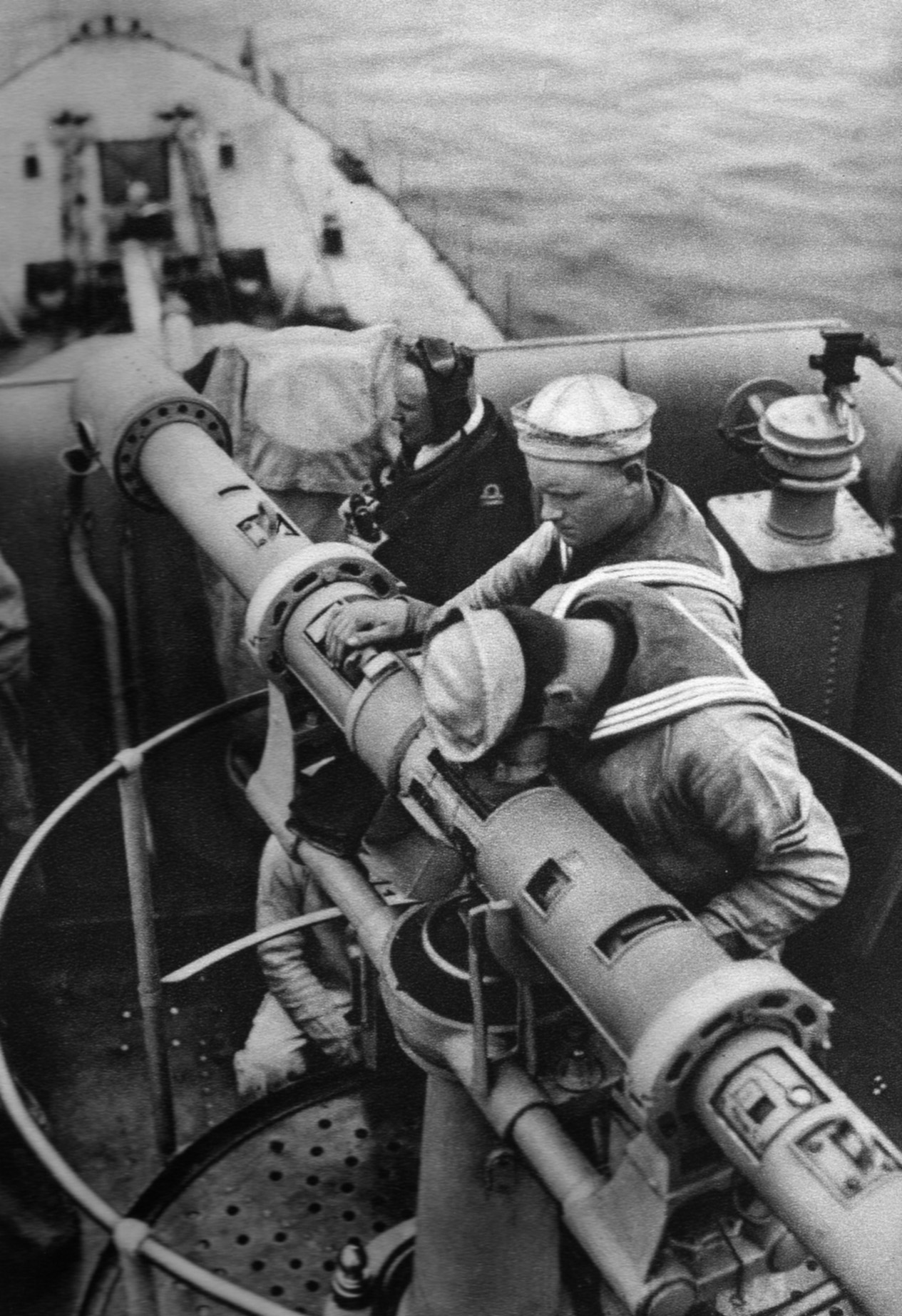
Морський далекомір, в. 1930 рік

У 1973 році куратор Військово-морського музею Роберт Ф. Самрал (слідуючи за Керром) запропонував механізм, за допомогою якого сліпучий камуфляж міг посіяти плутанину, яку планував Вілкінсон. Далекоміри збігу, які використовуються для морської артилерії, мали оптичний механізм, яким керувала людина для обчислення дальності. Оператор налаштовував механізм, поки два напівзображення мішені не сходились між собою у повну картину. Сліпучий камуфляж, стверджував Самрал, мав на меті ускладнити цю задачу, оскільки візерунки зіткнення виглядали ненормально, навіть коли дві половини були вирівняні, що стало ще важливішим, коли такими далекомірами були оснащені перископи підводних човнів. Корабельні камуфляжі іноді також включали зображення хибної носової хвилі біля форштевня корабля, щоб ускладнити ворогові оцінку його реальної швидкості.

### Маскування курсу та швидкості
Історик Сем Вілліс стверджував, що оскільки Вілкінсон знав, що неможливо зробити корабель невидимим за допомогою фарби, відповіддю стала «крайня протилежність» — використовуючи помітні форми та яскраві колірні контрасти, щоб збити з пантелику командирів ворожих підводних човнів. Вілліс зазначив, використовуючи сліпучий камуфляж RMS Olympic як приклад того, що могли працювати різні механізми. Різні візерунки на трубах корабля могли означати, що судно було на іншому курсі (як сказав Вілкінсон). Крива на корпусі під передньою трубою могла здатися помилковою носовою хвилею, створюючи оманливе враження про швидкість корабля. А смугасті візерунки на носі та кормі могли викликати плутанину щодо того, який кінець корабля був носом, а який кормою.
Свідчення капітана підводного човна свідчить про те, що засліплення справді спрацювало в цьому плані:
Лише коли корабель був на відстані півмилі, я зміг розгледіти, що це одне судно [а не кілька], що йде курсом під прямим кутом. Темні смуги фарби на задній частині робили її корму схожою на носову частину, а широкий розріз зеленої фарби посередині був схожий на пляму води. Погода була яскравою і видимість гарною; це був найкращий камуфляж, який я коли-небудь бачив.

### Осліплення руху
У 2011 році вчений Ніколас Е. Скотт-Семюел і його колеги представили докази, використовуючи рухомі візерунки на комп'ютері, що людське сприйняття швидкості спотворюється сліпучими візерунками. Однак швидкості, необхідні для засліплення руху, набагато вищі, ніж були доступні для кораблів часів Першої світової війни: Скотт-Семюел зазначає, що цілі в експерименті відповідатимуть сліпучому транспортному засобу Land Rover на відстані 70 м, подорожуючи на 90 км/год. Якщо така сліпуча ціль спричиняє 7 % плутанини у спостережуваній швидкості, реактивна граната, що пролітає таку відстань за півсекунди, вразить 90 см від передбачуваної точки прицілювання, або 7 % відстані, яку перемістила ціль. Цього може бути достатньо, щоб врятувати життя в сліпучому транспортному засобі, і, можливо, змусити ракету повністю промахнутися.

## Використання після Другої світової війни

### Відновлення використання на морі

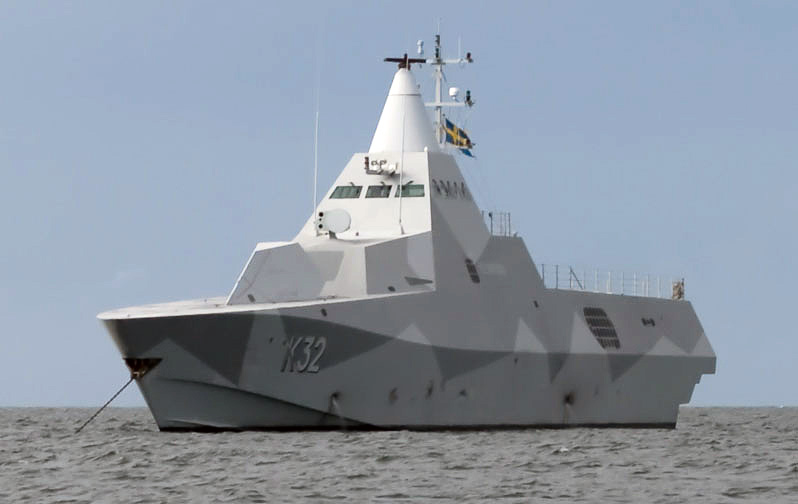
K32 HMS Helsingborg (2008)

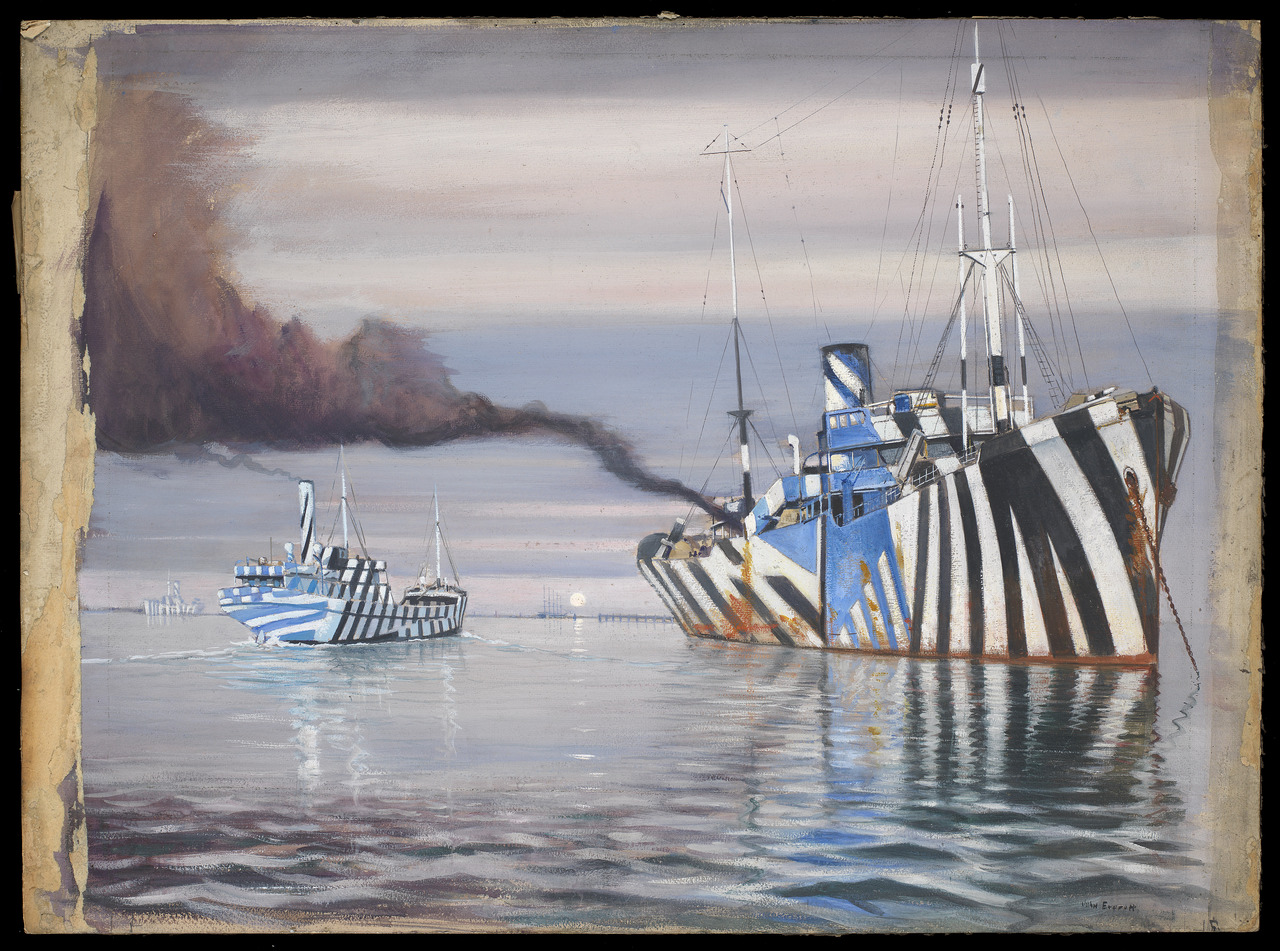
Два американських кораблі в сліпучому камуфляжі (Burnell Poole, 1918).

У 2019 році фрегат Королівського флоту Канади HMCS Regina був розмальований за зразком 1944 року на честь 75-ї річниці битви за Атлантику ; візерунок описувався по-різному як «сліпучий» і «деформаційний». У 2021 році Королівський флот намалював HMS Tamar, патрульне судно річкового класу плямами чорного та чотирьох відтінків сірого. Він описав це як «осліплюючий камуфляж», що зробило корабель першим кораблем Королівського флоту, який мав таку схему фарбування з часів Другої світової війни. У ньому стверджувалося, що схема спрямована «більше на підтримку унікальної ідентичності ескадрильї», ніж на приховування.

У 2013 році прибережний бойовий корабель ВМС США USS Freedom використовував схему фарбування «Measure 32» під час розгортання в Сінгапурі.

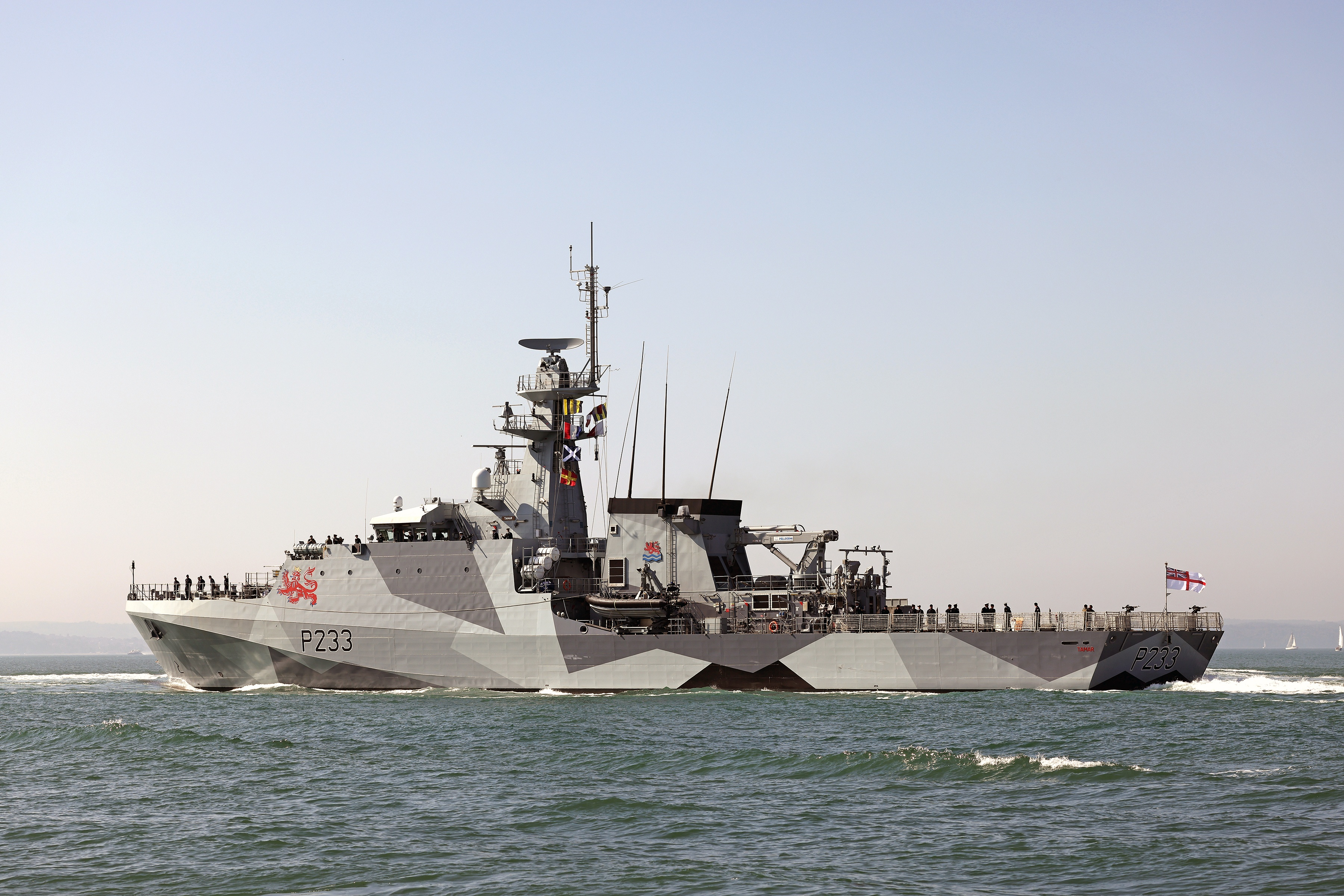
HMS Tamar (P233) пофарбований у модний камуфляж Королівського флоту 2021 рок
у

### Мистецтво
Абстрактні візерунки в сліпучому камуфляжі надихали художників, зокрема Пікассо. Він заявляв про експерименти з камуфляжем, які здавалися йому квінтесенцією кубістської техніки. У розмові з Ґертрудою Стайн невдовзі після того, як він уперше побачив розфарбовану в сліпучий камуфляж на вулицях Парижа, він зауважив: «Так, це ми зробили це, це кубізм». У Великобританії Едвард Водсворт, який брав участь у розробці та нанесенні сліпучого камуфляжа на кораблі під час війни, після війни створив серію полотен на основі його сліпучих робіт на кораблях. У Канаді Артур Лісмер використовував осліплюючі кораблі в деяких своїх воєнних композиціях. В Америці Бернелл Пул намалював полотна кораблів ВМС Сполучених Штатів у блискучому камуфляжі в морі. Історик камуфляжу Пітер Форбс коментує, що кораблі мали модерністський вигляд, їхні проекти були успішними як авангардне або вортицистське мистецтво.
У 2007 році мистецтво камуфляжу, включно з еволюцією сліпучого камуфляжа, було представлено як тему для шоу в Імперському військовому музеї. У 2009 році Бібліотека Флоту в Школі дизайну Род-Айленда показала свою знову відкриту колекцію літографічних друкованих планів для камуфляжу американських торгових кораблів Першої світової війни на виставці під назвою «Bedazzled».
У 2014 році Мистецька комісія зі сторіччя підтримала три маскувальні інсталяції у Великобританії: Карлос Круз-Дієз накрив пілотний корабель MV Едмунд Гарднер у ліверпульському Canning Dock з яскравими різнокольоровими яскравими творами мистецтва в рамках міського фестивалю мистецтв Ліверпульської бієнале 2014 року; і Тобіас Ребергер намалював HMS Президент, який з 1922 року стоїть на мосту Блекфрайерс у Лондоні, щоб відзначити використання осліплення, століття потому. Пітеру Блейку було доручено розробити зовнішню фарбу для MV Snowdrop, пором Mersey Ferry, який він назвав «Everybody Razzle Dazzle», поєднуючи його фірмові мотиви (зірки, мішені тощо) з дизайном слипучих елементів часів Першої світової війни.

### Інше використання

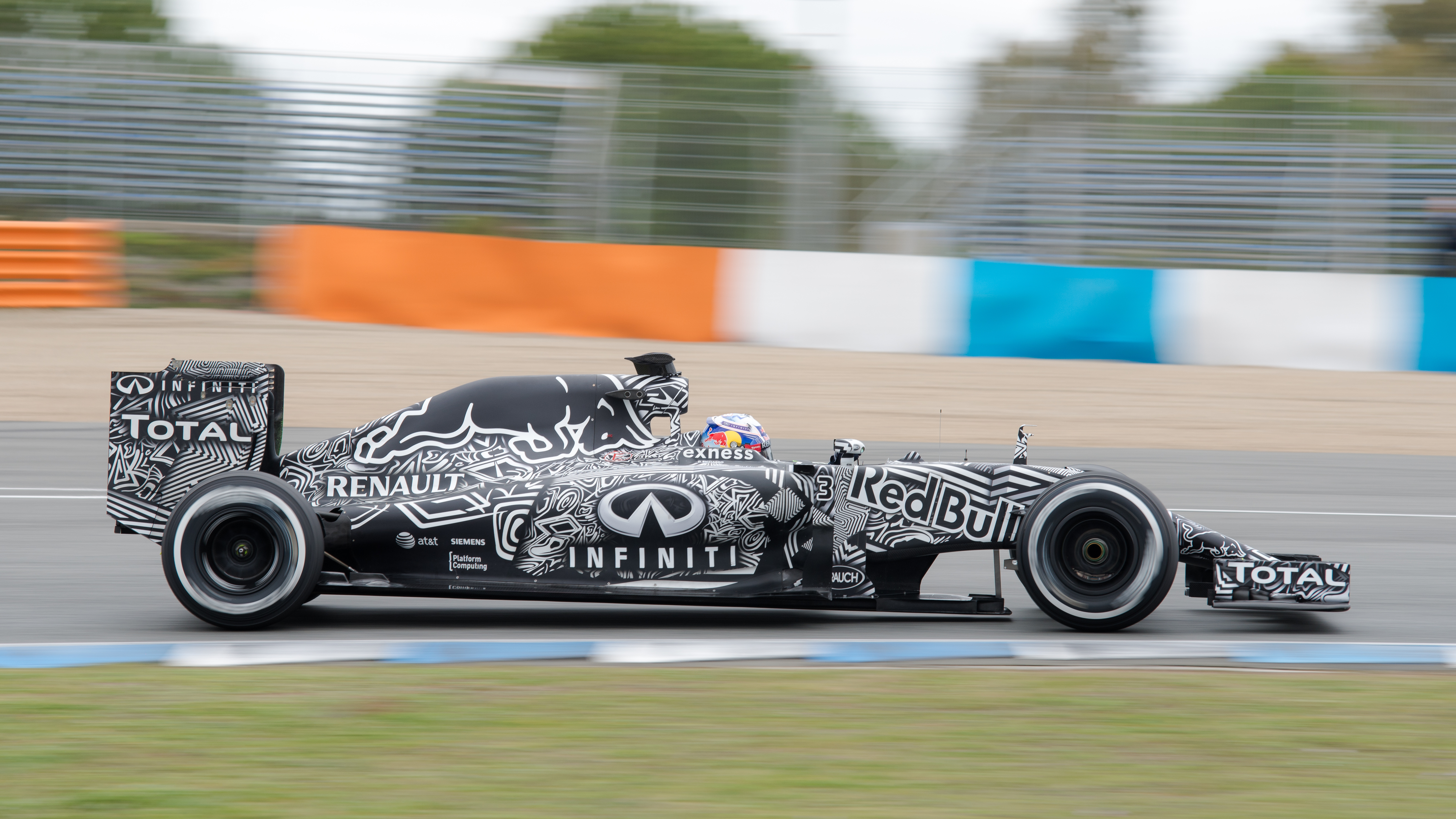
Гоночний автомобіль Red Bull RB11 у камуфляжній лівреї

У цивільному житті візерунки, що нагадують сліпучий камуфляж, іноді використовуються для маскування прототипів автомобілів під час випробувань, щоб ускладнити визначення його зовнішнього дизайну. Під час випробувального періоду Формули-1 у 2015 році болід Red Bull RB11 був пофарбований за схемою, призначеною для того, щоб команди-суперники не могли аналізувати його аеродинаміку.
Дизайнер Адам Харві так само запропонував форму камуфляжу, що нагадує засліплення для особистого камуфляжу від технології розпізнавання обличчя, яку він називає осліпленням комп'ютерного зору. Його намір полягає в тому, щоб заблокувати виявлення за допомогою технологій розпізнавання обличчя, таких як DeepFace, "створивши «антиобличчя». Він використовує оклюзію, прикриваючи певні риси обличчя; трансформація, зміна форми або кольору частин обличчя; і комбінація двох.
З 2009 року Товариство охорони морських пастухів використовує яскраві візерунки на своєму флоті для розпізнавання, а не для маскування.
Англійська футбольна команда «Манчестер Юнайтед» використовувала яскравий дизайн для футбольної форми в сезоні 2020-21.

## Галерея

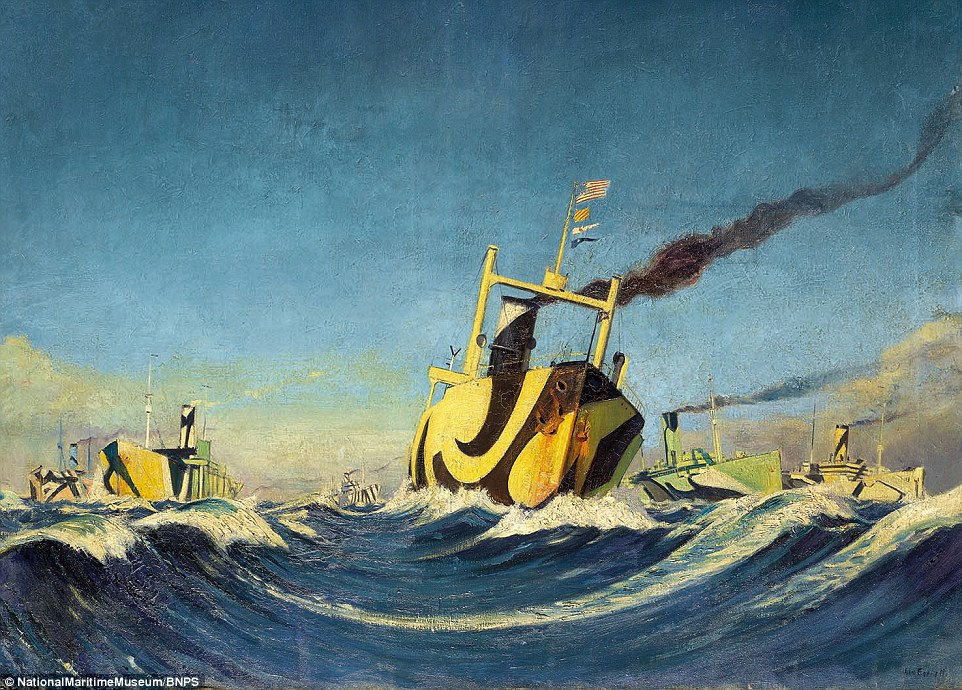
Конвой. Герберт Барнард Джон Еверетт,  Національний морський музей, Гринвіч, Лондон (1918)
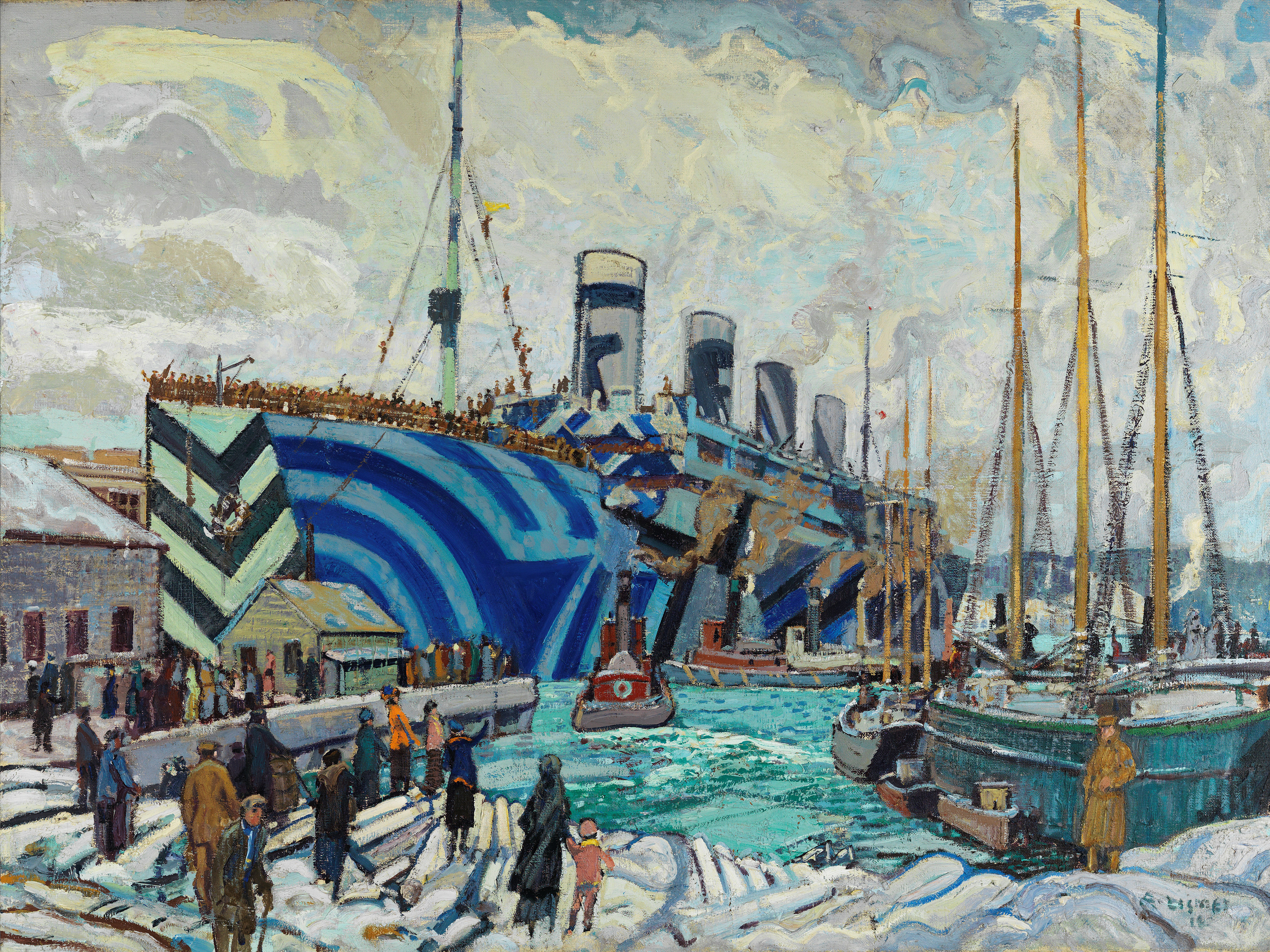
RMS Olympic (як військовий транспорт), Артур Лісмер, (1919)
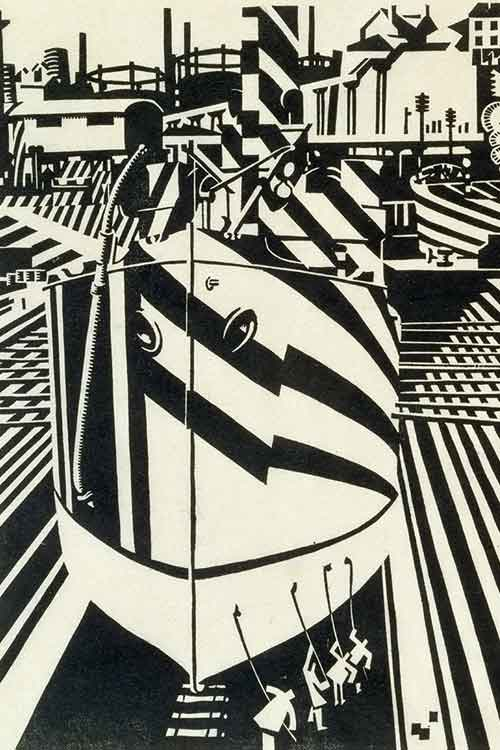
Кораблі з сліпучим камуфляжем в сухому доці. Е.Водсворт (ксилографія, 1918)
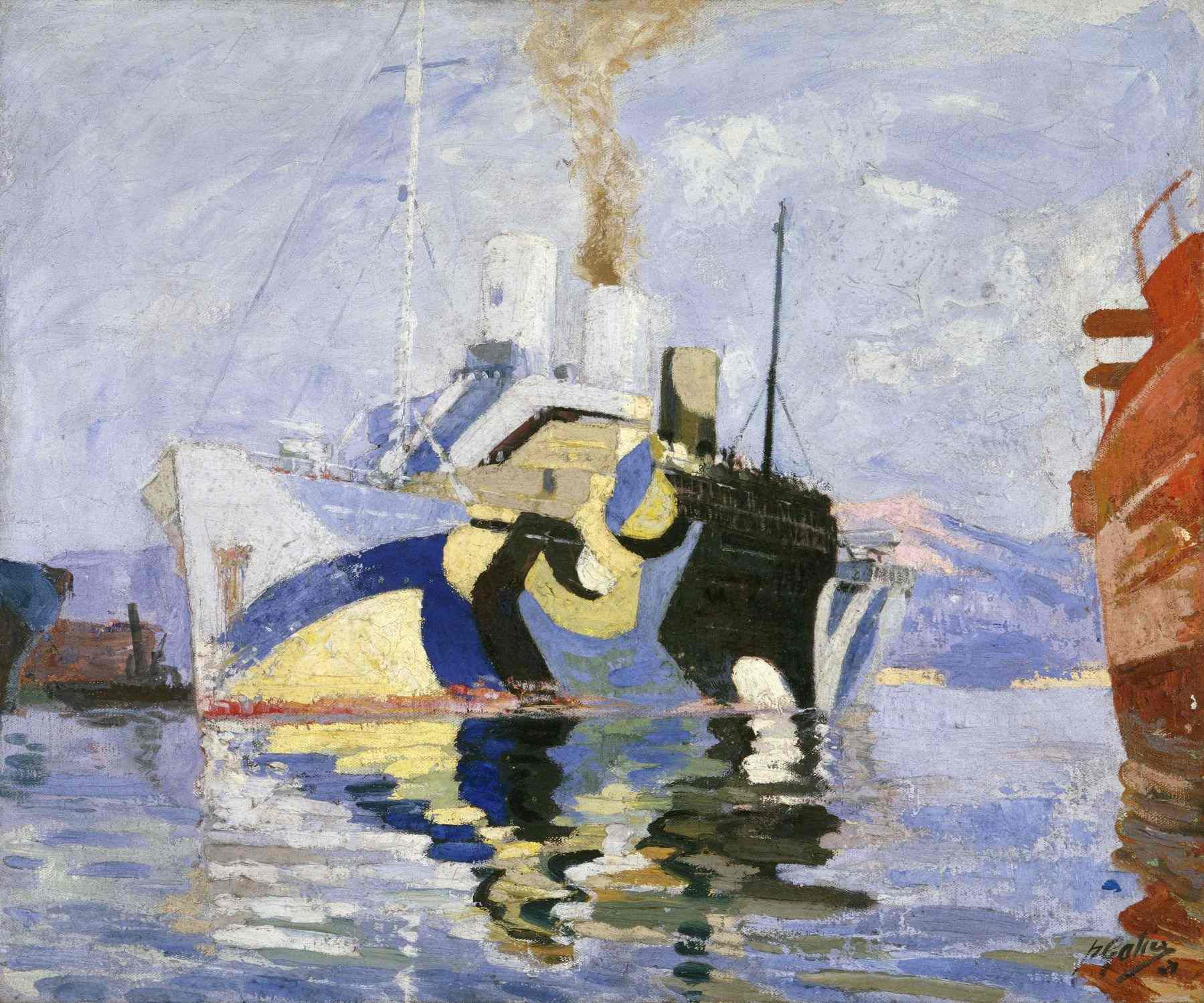
Закамуфльований корабель на рейді Тулона. П'єр Готьє. Національний морський музей. Париж

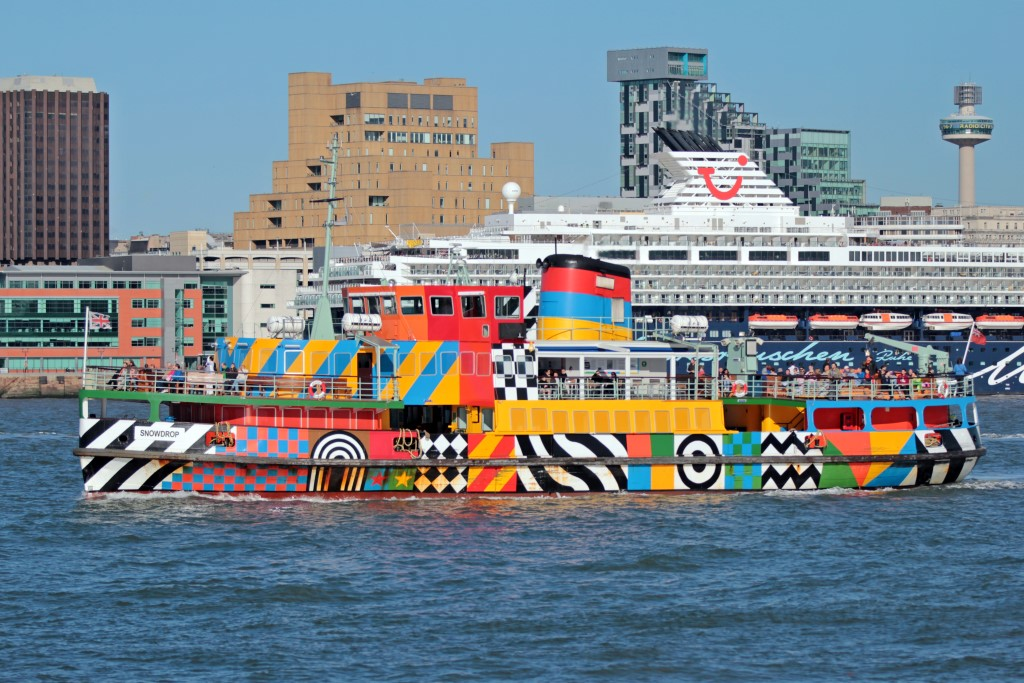
Snowdrop ("Пролісок"), Пітер Блейк (2015)
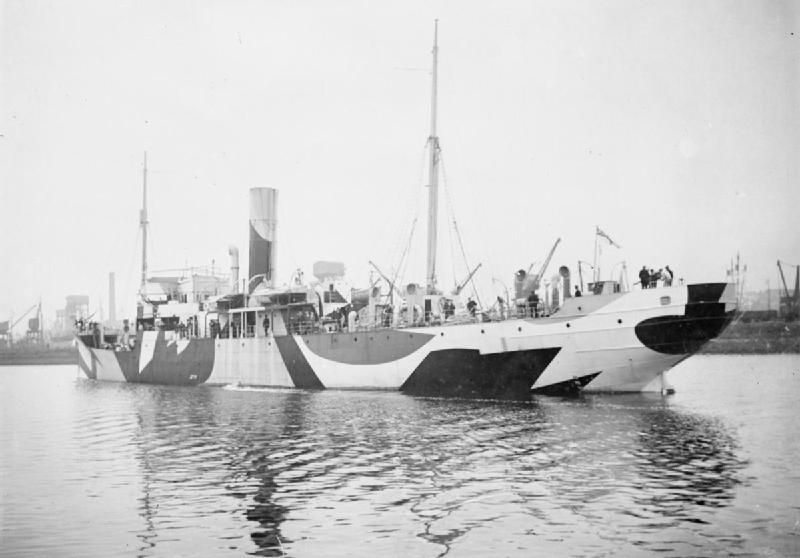
Конвойний шлюп HMS Saxifrage у сліпучому камуфляжі (1918).
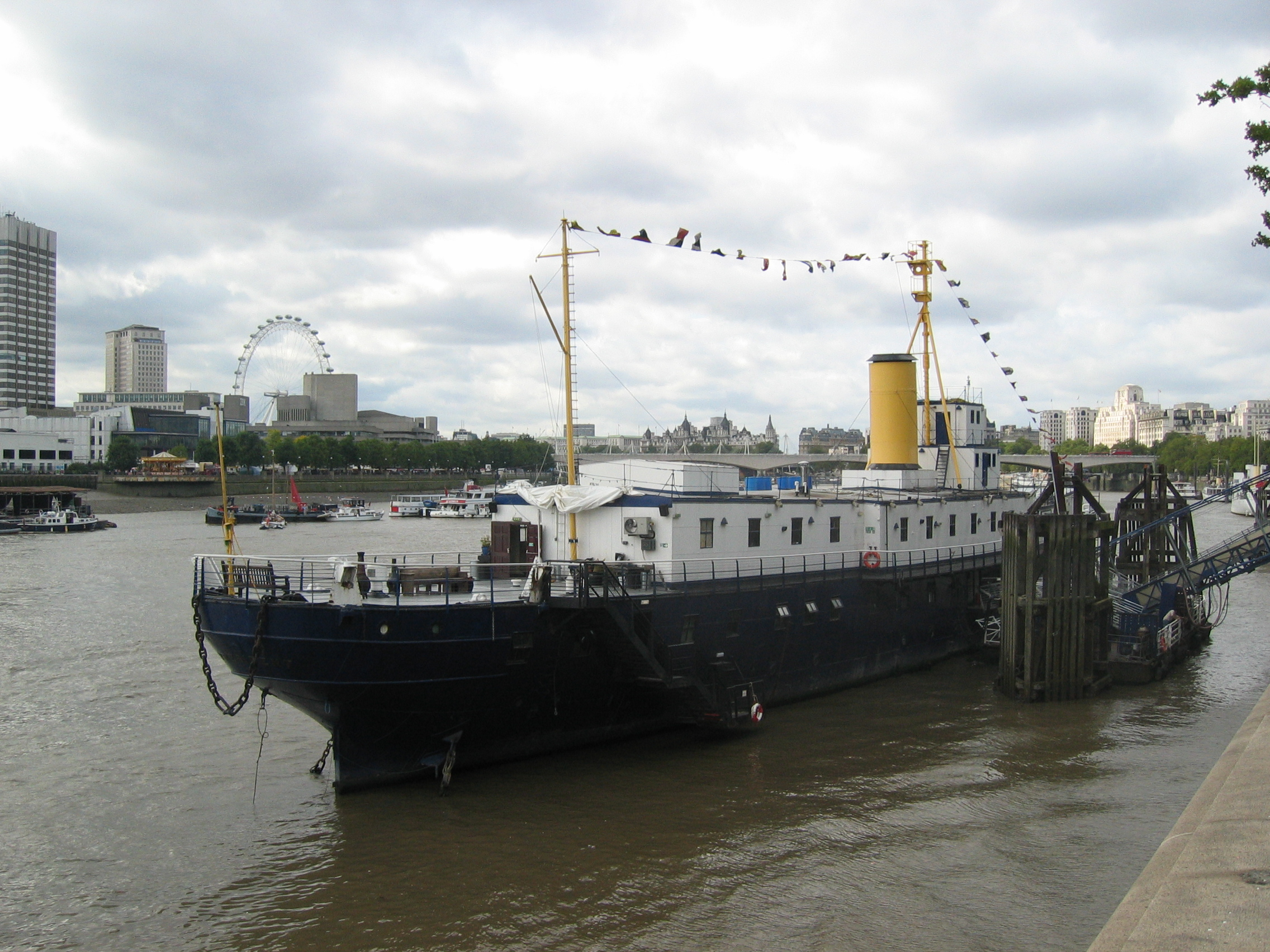
Той самий корабель на Темзі у цивільній лівреї (09.2014) ...
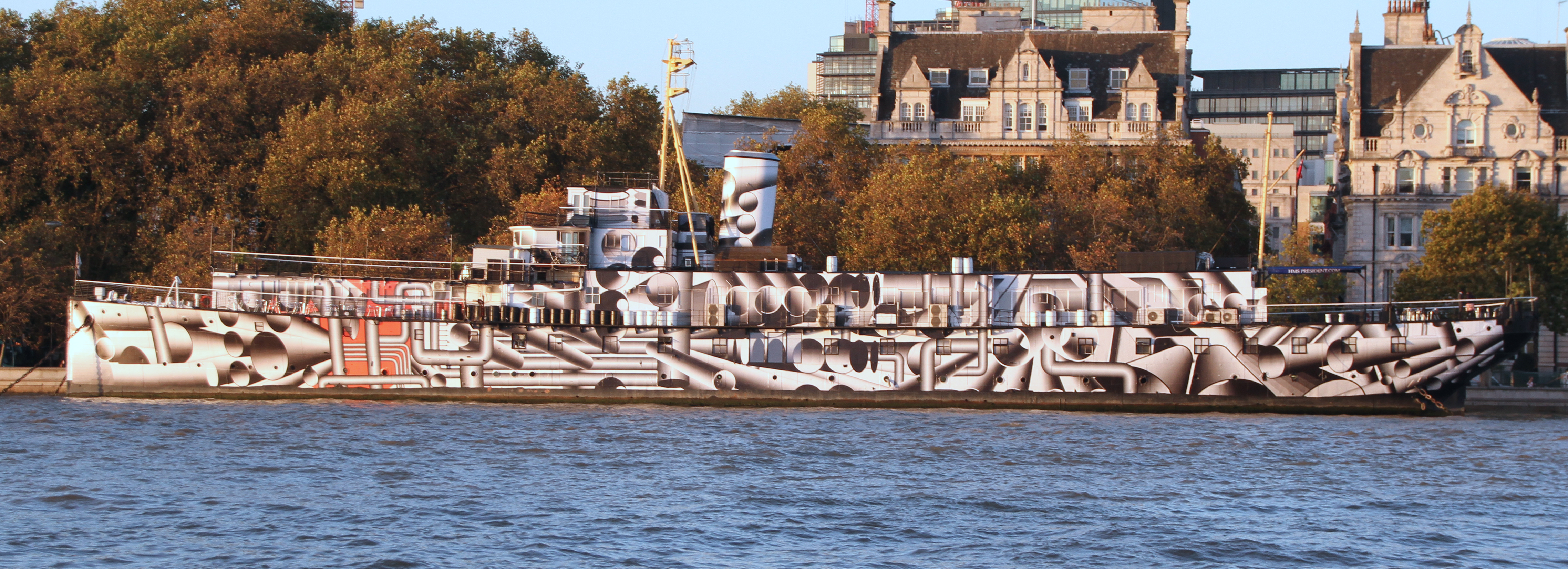
... і в "художній інтерпретації" сліпучого камуфляжа Тобіаса Ребергера (10.2014).

## Виноски
1. ↑  Вілкінсон сказав: «Основна мета цієї схеми полягала не стільки в тому, щоб змусити ворога промахнутися, коли він фактично був на вогневій позиції, скільки ввести його в оману, коли корабель було вперше помічено, щодо правильної позиції для зайняття. метод створення ефекту за допомогою фарби таким чином, що всі прийняті форми корабля розбиваються масами сильно контрастного кольору, внаслідок чого підводному човну важко визначити точний курс судна напали». Наприклад, ворожий підводний човен може погано розташуватися, залишившись на великій відстані або взагалі поза зоною дії[1]. Вілкінсон далі писав, що засліплення було створено «не для поганої видимості, а таким чином, щоб порушити її форму і таким чином заплутати офіцера підводного човна щодо курсу, яким вона прямує»[2].
2. ↑  Наприклад, Водсворт Dazzle-ships in Drydock at Liverpool, 1919 рік.
3. ↑  Керр вважав це тому, що, як показано на зображенні окуляра далекоміра, щогли забезпечують ідеальні вертикалі для вирівнювання.
4. ↑  Wilkinson said that dazzle was a "method to produce an effect by paint in such a way that all accepted forms of a ship are broken up by masses of strongly contrasted colour, consequently making it a matter of difficulty for a submarine to decide on the exact course of the vessel to be attacked."[1]
5. ↑  In August 1917, Шаблон:HMS was painted in a dazzle pattern, perhaps the first Royal Navy vessel to be camouflaged in this way.[19]
6. ↑  Vegetius had recorded "Venetian blue" (bluish-green, the same colour as the sea) was used for ship camouflage during the Gallic Wars, when Julius Caesar had sent his scout ships to gather intelligence along the coast of Britain.[20]
7. ↑  In August 1917, Шаблон:HMS was painted in a dazzle pattern, perhaps the first Royal Navy vessel to be camouflaged in this way.[19]
8. ↑  Як стверджував Бускірк, було втрачено менше 1% торговельних суден США, пофарбованих у блискуче; але, не знаючи кількості незамаскованих кораблів, неможливо розрахувати порівняльні показники втрат.
9. ↑  The equivalent for naval artillery at a range of 7 000 м (7 700 ярд) would require a ship to travel at 7000 × 90/70 = 9 000 км/год (4 900 вуз; 5 600 миля/год) to achieve motion dazzle.

## Подальше читання
- Беренс, Рой Р., ред. (2012). Ship Shape: A Dazzle Camouflage Sourcebook. Книги Bobolink.ISBN 978-0-9713244-7-3

- Нещодавно відкриті чудові плани в Школі дизайну Род-Айленда
- Розвиток військово-морського камуфляжу 1914—1945 рр
- Художники та інші учасники камуфляжу в 20 столітті
- Camoupedia: сліпучий камуфляж
- Камуфляж Razzle Dazzle
- «She's All Dressed Up for Peace», Popular Science (лютий 1919), стор. 55.
- «Боротьба з підводним човном фарбою», Popular Science (квітень 1919), стор. 17–19.
- Історичний музей ескорту міноносців: USS Slater Archived </link> пофарбований у камуфляж Dazzle 1945 року
- Катери військово-морського флоту США в сліпучому камуфляжі
- Каталог кораблів ВМС США часів Другої світової війни в сліпучому камуфляжі